# Biuletyn Żołnierski
Biuletyn Żołnierski – pismo konspiracyjne Tajnej Armii Polskiej, a następnie Konfederacji Narodu i Konfederacji Zbrojnej, ukazujące się w latach 1940–1941.
1. numer "Biuletynu Żołnierskiego" ukazał się 15 sierpnia 1940 roku, ostatni 19 listopada 1941. Po scaleniu Konfederacji Zbrojnej z ZWZ pismo zostało przejęte przez Biuro Informacji i Propagandy i przestało się ukazywać. Jego redakcję włączono do redakcji Żołnierza Polskiego.
Biuletyn Żołnierski przeznaczony był początkowo wyłącznie dla członków Tajnej Armii Polskiej i obowiązywał zakaz kolportowania go wśród osób spoza organizacji. Zakaz ten został wycofany przez komendanta TAP, Jana Włodarkiewicza w październiku 1940. Do grudnia 1940 roku pismo było powielane, później ukazywało się drukiem.
Skład redakcji:
- Tadeusz Garczyński
- Stefan Golędzinowski
- Remigiusz Grocholski
- Witold Rościszewski
- Jan Włodarkiewicz

Pismo drukowało rozkazy, artykuły programowe, artykuły zawierające wiadomości z kraju i ze świata, informacje o charakterze wojskowym, przeglądy prasy zagranicznej oraz krajowej prasy konspiracyjnej.